# Fédération française des étudiants catholiques
La Fédération française des étudiants catholiques (FFEC) est une association d'étudiants catholiques fondée en 1922 et qui existe jusqu'en 1966, où elle est fusionnée avec la Jeunesse étudiante chrétienne pour former la Mission étudiante catholique de France.

## Historique
La Fédération française des étudiants catholiques est fondée le 26 février 1922 par plusieurs aumôniers jésuites de tendance maurassienne, peu proches de l'ACJF, dont l'aumônier général n'accepte d'ailleurs pas de créer une branche spéciale pour les étudiants. En réaction, d'autres jésuites, plus progressistes, fondent la Jeunesse étudiante chrétienne (JEC). 
La FFEC rassemble au départ les étudiants des facultés catholiques. Son activité principale est alors l'organisation d'un congrès annuel où des intellectuels catholiques interviennent devant ses membres. En 1949, sous la présidence de Georges Suffert, l'Union nationale des étudiants de France est reconnue comme seul syndicat étudiant. La FFEC reprend son activité de conférence, et s'attache à la défense religieuse. Elle fusionne finalement avec la JEC universitaire en 1966, les deux associations donnant la Mission étudiante.